# Bruce Bennett
Bruce Bennett, właśc. Harold Herman Brix (ur. 19 maja 1906 w Tacoma, zm. 24 lutego 2007 w Santa Monica) – amerykański aktor i lekkoatleta.
Był srebrnym medalistą Igrzysk Olimpijskich w Amsterdamie w pchnięciu kulą. W 1930 został rekordzistą świata, osiągając rezultat 16,04 metra. 

## Życiorys
Urodził się i dorastał w Tacoma w stanie Waszyngton jako syn Minny Christiny Margarethy Petersen Brix (1876–1953) i Antona Heinricha Brixa (1877–1944). Miał młodsze rodzeństwo – bliźniaków – siostrę Helen Alwine (1901–1969) i brata Waltera George’a (1901–1954) oraz starszą siostrę Annę (1912–1988). W 1924 ukończył szkołę średnią Stadium High School. Grał w futbol amerykański na University of Washington, gdzie studiował ekonomię. Grał w Rose Bowl w 1926 w Pasadenie w Kalifornii i był gwiazdą lekkoatletyki. 
W 1928 zdobył srebrny medal w pchnięciu kulą na Letnich Igrzyskach Olimpijskich w Amsterdamie. Zdobył cztery kolejne tytuły Amateur Athletic Union w pchnięciu kulą (1928–31), tytuł mistrza National Collegiate Athletic Association w 1927 oraz halowe tytuły Amateur Athletic Union w 1930 i 1932. W 1930 ustanowił halowy rekord świata, skacząc 15,61 m (51 stóp i 3 cale). W 1932 ustanowił swój rekord życiowy, skacząc 16,07 m (52 stopy i 9 cali), ale nie zaliczył kwalifikacji olimpijskich do Letnich Igrzysk Olimpijskich w Los Angeles. 
W 1929 przeprowadził się do Los Angeles, po otrzymaniu zaproszenia do udziału w rozgrywkach od klubu sportowego Los Angeles Athletic Club i zaprzyjaźnił się z aktorem Douglasem Fairbanksem, który zorganizował dla niego próbę filmową w Paramount. 
W 1931 rozpoczął karierę aktorską, gdy wytwórnia MGM, adaptując na potrzeby filmu powieść autorstwa Edgara R. Burroughsa, wybrała Bennetta do roli Tarzana. Bennett złamał ramię grając rolę futbolisty (niewymieniony w czołówce) podczas zdjęć do dramatu sportowego Touchdown! (1931), więc  w filmie Człowiek-małpa (Tarzan the Ape Man, 1932) zastąpił go mistrz pływacki Johnny Weissmuller. Sławę przyniosła mu tytułowa rola Tarzana w serialu Nowe przygody Tarzana (The New Adventures of Tarzan, 1935), którego produkcja rozpoczęła się w Gwatemali. Następnie został obsadzony w roli doktora Lincolna Randa, prowadzącego wyprawę na niezbadaną wyspę na kole podbiegunowym w filmie przygodowym Williama Witneya Jastrząb dziczy (Hawk of the Wilderness, 1938).
W czasie II wojny światowej zmienił imię i nazwisko, po części zapewne z powodu niemieckiego brzmienia, ale także aby przestać być kojarzonym z jedną rolą. Grał w licznych filmach i serialach.
Bennett został biznesmenem w latach 60. XX wieku. Zajmował się skokami spadochronowymi i lataniem nad wodą ze spadochronem, który ciągnięty jest przez motorówkę. Ostatni skok wykonał w wieku 96 lat, schodząc z wysokości 10 000 stóp (ok. 3000 m) w pobliżu jeziora Tahoe.
21 stycznia 1933 zawarł związek małżeński z Jeannette Cannon Braddock. Mieli dwoje dzieci: córkę Christinę i syna Christophera Antona. 30 czerwca 2000 zmarła Jeannette w wieku 90 lat.
Bennett zmarł 24 lutego 2007 w wieku 100 lat w wyniku powikłań po złamaniu biodra, zaledwie 3 miesiące przed swoimi 101 urodzinami.

## Wybrana filmografia
- 1933: College Humor jako student (niewymieniony w czołówce)
- 1943: Submarine Raider jako pierwszy oficer Russell
- 1943: Wesoły sublokator jako agent FBI Evans
- 1943: Sahara jako Waco Hoyt
- 1945:  Mildred Pierce jako Bert Pierce
- 1947: Mroczne przejście (Dark Passage) jako Bob
- 1948: Skarb Sierra Madre (The Treasure of the Sierra Madre) jako James Cody
- 1952: Sudden Fear jako Steve Kearney
- 1956: Kochaj mnie czule jako major Kincaid